# 사토 미유
사토 미유(일본어: 佐藤 未勇, 2000년 7월 19일~)는 일본의 축구 선수이다.

## 구단 경력
그는 2023년 J3리그의 이와테 그루자 모리오카에 입단했다. 2024년까지 41경기에 출전하여, 5득점을 넣었다. 2025년 FC 류큐로 이적했다.